# 三田英二
三田 英二（みた えいじ）は、日本の心理学者（心理学）。学位は修士（関西学院大学）。静岡県立大学短期大学部社会福祉学科教授。
静岡県立大学短期大学部社会福祉学科助教授、静岡県立大学短期大学部社会福祉学科准教授などを歴任した。

## 来歴

### 生い立ち
関西学院大学に進学し、文学部の教育学科にて教育心理学専攻に在籍した。大学卒業後はそのまま関西学院大学の大学院に進学し、文学研究科の教育学専攻にて学び、修士の学位を取得している。その後、関西学院大学の大学院における博士課程後期課程を単位取得満期退学した。

### 心理学者として
静岡県立大学の短期大学部に採用されることになり、1997年4月に社会福祉学科の講師として着任した。当時、静岡県立大学の短期大学部は牡鹿キャンパスにある静岡校と浜松キャンパスにある浜松校に分かれていたが、社会福祉学科は牡鹿キャンパスに立地していたため、主として牡鹿キャンパスを拠点とした。2002年4月、静岡県立大学の短期大学部にて、社会福祉学科の助教授に昇任した。その後、学校教育法の改正に伴い、2007年4月より社会福祉学科の准教授に職位が変更された。なお、並行して他の教育・研究機関でも教鞭を執っており、2009年4月より放送大学の教養学部にて講師を非常勤で兼任していた。教養学部においては、主として教養学科の講義を担当した。2011年4月、静岡県立大学の短期大学部にて、社会福祉学科の教授に昇任した。社会福祉学科においては、主として社会福祉専攻の講義を担当した。

## 研究
専門は心理学であり、特に青年期の自己形成の研究などに従事した。また、専門書や学術書の執筆や翻訳にも取り組んでおり、袴田俊一、櫻井秀雄、西村武、寳田玲子らとともに専門書を上梓したり、ジョン・シャリーの専門書の監訳に取り組んだ。
学術団体としては、日本心理学会、日本教育心理学会、日本青年心理学会、日本パーソナリティ心理学会、日本発達心理学会、日本心理臨床学会、などに所属している。

## 略歴
- 1997年 - 静岡県立大学短期大学部社会福祉学科講師[3]。
- 2002年 - 静岡県立大学短期大学部社会福祉学科助教授[3]。
- 2007年 - 静岡県立大学短期大学部社会福祉学科准教授[3]。
- 2009年 - 放送大学教養学部講師[4]。
- 2011年 - 静岡県立大学短期大学部社会福祉学科教授[3]。

## 著作

### 共著
- 袴田俊一ほか著『福祉現場における臨床心理学の展開――医学モデルとライフモデルの統合をめざして――ソーシャルワークの展開』久美、2006年。ISBN 486189039X

### 翻訳
- ジョン・シャリー著、袴田俊一・三田英二監訳『解決志向グループワーク――臨床心理学の応用とその展開』晃洋書房、2009年。ISBN 9784771020368